# Wereldenergieraad
De Wereldenergieraad (World Energy Council, afgekort WEC) met hoofdkwartier in Londen is een wereldwijd netwerk van leiders en onderzoekers op energiegebied. Doel is het bevorderen van een houdbare energietoekomst.
De belangrijkste activiteiten zijn:
- organiseren van congressen (sinds 1968 elke 3 jaar)
- publiceren van studies, i.h.b. scenariostudies.

De WEC is voortgekomen uit de World Power Conference in Londen, 1924, waar besloten werd een permanente organisatie met dezelfde naam op te richten. De naam werd in 1968 veranderd in World Energy Conference en in 1992 nog eens in World Energy Council.
Het is een door de Verenigde Naties erkende NGO met meer dan 3000 lid organisaties in meer dan 90 landen.